# 14歳とイラストレーター
『14歳とイラストレーター』は、むらさきゆきやによる日本のライトノベル。イラスト・企画は溝口ケージが担当している。MF文庫J（KADOKAWA）より2016年11月から刊行されている。「次のヒット作はこれだ！ 新作ラノベ総選挙2017」（ブックウォーカー）では7位を獲得している。
メディアミックスとして、2018年2月から2019年11月までCygamesのウェブコミック配信サイト『サイコミ』にてコミカライズ作品が配信されていた。

## 登場人物
京橋 悠斗（きょうばし ゆうと）
本作の主人公。P.N（ペンネーム）は「ユウト」。おヘソが好きで、おヘソの描写にこだわっている。アニメ化もされた小倉まりぃによる作品「猫と宝石と銃のソナタ」、通称「猫ソナ」のイラストを担当し一躍人気イラストレーターになった。
乃木 乃ノ香（のぎ ののか）
本作のヒロイン。C.N（コスネーム）は「ののの」。14歳の現役中学生コスプレイヤー。「猫ソナ」でユウトのイラストに惚れこみ、夏コミでユウトのサークルで売り子をしたのが出会いのきっかけ。ユウトをはじめとしたイラストレーターと接していくうちに、自らもイラストレーターを志すようになる。
学校では水泳部に所属しており、レギュラーを張る実力者。その豊満なバストもあってか一部男子生徒から熱い視線を受けている。
KADOKAWAが2018年4月から5月にかけて実施した投票企画「KADOKAWAライトノベル ヒロイン総選挙」では8位を獲得している。
倉山 錦（くらやま にしき）
悠斗の友人。P.Nは「二色」。美少女ゲームメーカー勤めのイラストレーター。南海とは高校の先輩後輩の間柄。無類の酒好き。
佐伯 愛澄（さえき あすみ）
「ストーカーほいほい」の異名を持つ、美人イラストレーター。P.Nは「ナストキュウリ」。その容姿と押しに弱い性格から面倒な男を惹きつけがち。とある悪質な男性ファンとの一件で悠斗と懇意になる。
左手の薬指には、悠斗から贈られたストーカー除けの結婚指輪がはめられている。
上葉良 南海（うえはら みなみ）
自らを神と称するイラストレーター。P.Nは「神宮寺神絵」。自らの才能に自信を持ち、それが空回りして、同人即売会では大量の在庫を発生させることもしばしば。悠斗や錦からは本名の真ん中をとって「ハラミ」という渾名で呼ばれている。
ワコム
悠斗の自宅で飼育されている虎柄の猫。元は彩華が飼っていたが、猫アレルギーを発症してしまったためユウトに譲られた。
マリィ＝マルセル・コクラ
P.Nは「小倉まりぃ」。「桜方程式」「猫と宝石と銃のソナタ」「曲を流して、月を消して」などを手掛ける売れっ子ライトノベル作家。気分が乗らないと書けないタイプで締切は破りがち。
京橋 彩華（きょうばし あやか）
業界に名を馳せる超人気イラストレーターで、悠斗の実の姉。P.Nは本名をそのまま使用している。イラストを描いている理由が「悠斗に喜んで欲しい」である筋金入りのブラコン。

## 既刊一覧

### 小説
- むらさきゆきや（著）・溝口ケージ（イラスト） 『14歳とイラストレーター』 KADOKAWA〈MF文庫J〉、既刊8巻（2020年3月25日時点）
  1. 2016年11月25日発売[4]、ISBN 978-4-04-068753-7
  2. 2017年3月25日発売[5]、ISBN 978-4-04-069151-0
  3. 2017年7月25日発売[6]、ISBN 978-4-04-069352-1
  4. 2017年11月25日発売[7]、ISBN 978-4-04-069557-0
  5. 2018年5月25日発売[8]、ISBN 978-4-04-069923-3
  6. 2018年11月24日発売[9]、ISBN 978-4-04-065245-0
  7. 2019年5月25日発売[10]、ISBN 978-4-04-065532-1
  8. 2020年3月25日発売[11]、ISBN 978-4-04-064261-1

### 漫画
- むらさきゆきや・溝口ケージ（原作）・Kamelie（作画） 『14歳とイラストレーター』 講談社〈サイコミ〉、2018年11月22日発売[12]、ISBN 978-4-06-513372-9
- むらさきゆきや・溝口ケージ（原作）・Kamelie（作画） 『【新装版】14歳とイラストレーター』 小学館〈サイコミ×裏少年サンデーコミックス〉、全2巻（※電子書籍版のみ）
  1. 2020年6月30日発売[13]、ASIN B08BC1KMTB
  2. 2020年6月30日発売[14]、ASIN B08BC3PFCM